# Ната (окръг Пафос)
Ната̀ (на гръцки: Νατά) е село в Кипър, окръг Пафос. Според статистическата служба на Република Кипър през 2001 г. селото има 181 жители.
Намира се на 16 км източно от Пафос.